# بوجانغاسانا

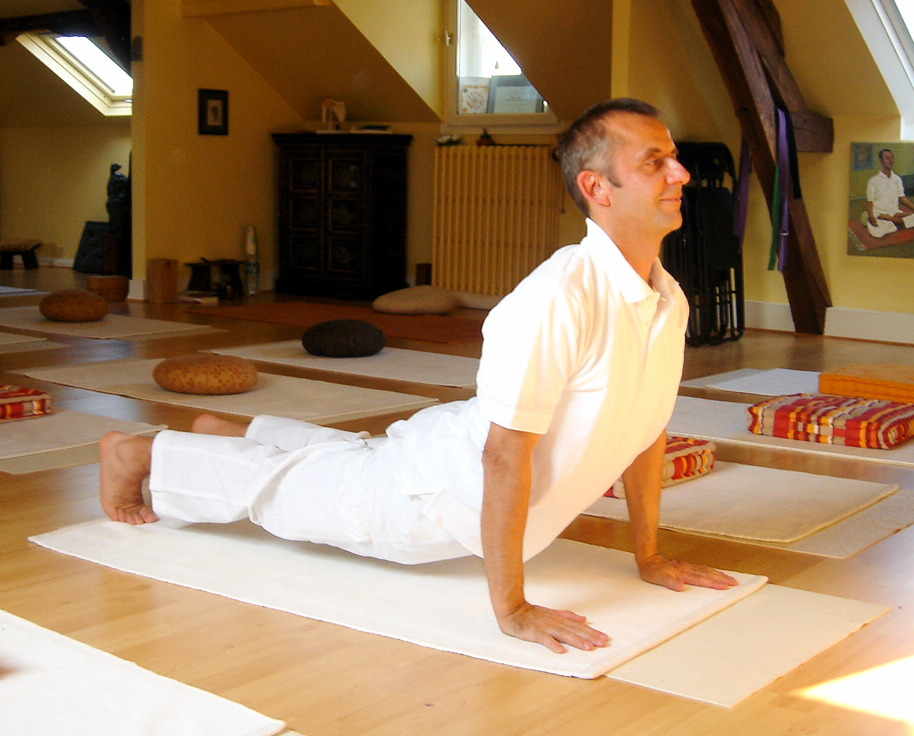
وضعية الكوبرا

بوجا نجاسانا (بالسنسكريتية:भुजङ्गासन, بالإنجليزية:Bhujangasana) وتعني وضعية الكوبرا هي أحد وضعيات اليوجا (الأسانات)